# London Luton Airport
Luchthaven Londen Luton (Engels: London Luton Airport), (IATA: LTN, ICAO: EGGW) is een vliegveld ongeveer 50 km ten noorden van Londen, nabij de stad Luton. Het is de vierde luchthaven van Londen en hub van easyJet. De luchthaven wordt met name gebruikt door lowcostmaatschappijen zoals Ryanair en Wizz Air.
Het vliegveld is geopend in juli 1938 als Luton Municipal Airport. In november 2013 kwam de luchthaven in handen van een consortium van het Spaanse bedrijf Aena en Ardian (oude naam: AXA Private Equity). De laatste kreeg een minderheidsbelang van 49%. In 2012 werden 9,6 miljoen passagiers verwerkt (1998: 3,4 miljoen).
In 2017 was dit gestegen naar 15,8 miljoen passagiers. In 2018 is een uitbreiding gereed gekomen waarmee de capaciteit is verhoogd naar 18 miljoen passagiers per jaar.
In 2021 komt een lichte spoorverbinding, DART (Direct Air to Rail Transport), gereed van de terminal naar Luton Airport Parkway.